# Festuca litvinovii
Festuca litvinovii là một loài thực vật có hoa trong họ Hòa thảo. Loài này được (Tzvelev) E.B.Alexeev mô tả khoa học đầu tiên năm 1976.